# Blek knutmossa
Blek knutmossa (Odontoschisma macounii) är en bladmossart som först beskrevs av Coe Finch Austin, och fick sitt nu gällande namn av Underw.. Blek knutmossa ingår i släktet knutmossor, och familjen Cephaloziaceae. Enligt den finländska rödlistan är arten nära hotad i Finland. Arten är reproducerande i Sverige. Artens livsmiljö är kalkstensklippor och kalkbrott. Inga underarter finns listade i Catalogue of Life.